# Niels Markussen
Niels Peter Markussen (ur. 6 września 1934 w Helsingør, zm. 11 lipca 2008) – duński żeglarz sportowy. Srebrny z medalista olimpijski z Meksyku.
Zawody w 1968 były jego drugimi igrzyskami olimpijskimi, debiutował w 1960. Po medal sięgnął w klasie Dragon. Sternikiem był Aage Birch, załogę uzupełniał Poul Richard Høj Jensen.